# 1539 en arts plastiques
| Années des arts plastiques : 1536 - 1537 - 1538 - 1539 - 1540 - 1541 - 1542    |
| Décennies des arts plastiques : 1500 - 1510 - 1520 - 1530 - 1540 - 1550 - 1560 |

Cette page concerne l'année 1539 en arts plastiques.

## Œuvres

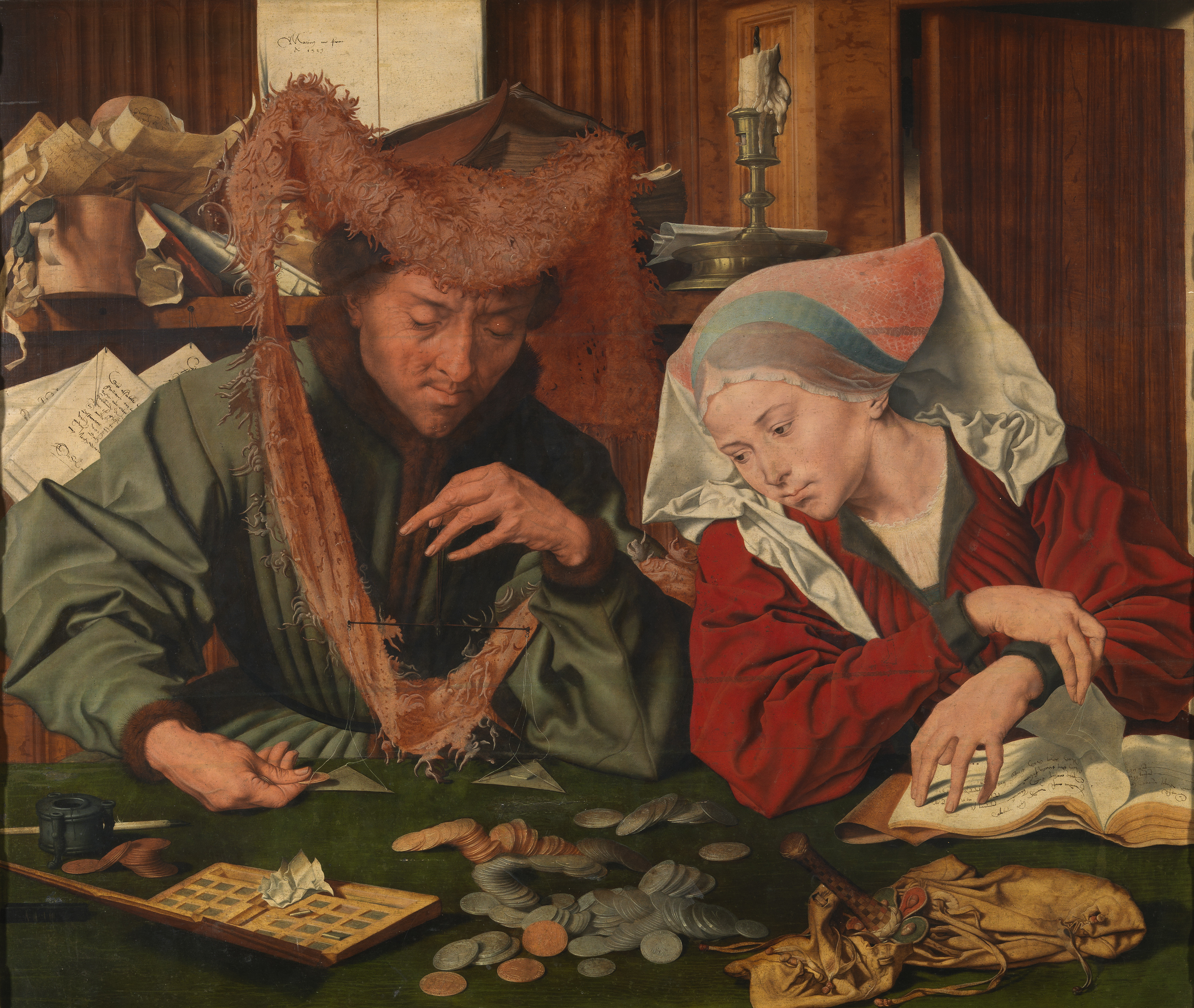
Le banquier et sa femme, Marinus van Reymerswale. Musée du Prado, Madrid.

- Portrait de Pietro Bembo par Titien.
- Assomption, par Simon de Châlons (Collégiale Saint-Agricol d'Avignon)

## Naissances
- 15 février : Giovan Battista Bertucci il Giovane, peintre italien († 19 février 1614),
- ?
  - Jost Amman, dessinateur, graveur et peintre suisse († mars 1591),
  - Hasegawa Tōhaku, peintre japonais († 19 mars 1610),
  - Felice Riccio, peintre  maniériste italien († 1605),
  - Mo Shilong, peintre chinois († 1587),
  - Tosa Mitsuyoshi, peintre japonais († 1613),
  - Dario Varotari, peintre, sculpteur et architecte italien († 1596),
- Entre 1539 et 1543 :
  - Federico Zuccari, peintre et architecte italien († 20 juillet 1609).

## Décès
- 29 janvier : Le Pordenone, peintre italien (° 1483),

- ? :
  - Nicolas Hogenberg, graveur flamand (° vers 1500),
  - Marco Palmezzano, peintre et architecte italien (° 1460).